# Sanguirana sanguinea
Espèce
Synonymes
- Rana sanguinea Boettger, 1893
- Rana varians Boulenger, 1894
- Sanguirana varians (Boulenger, 1894)

Statut de conservation UICN

 LC  : Préoccupation mineure
Sanguirana sanguinea est une espèce d'amphibiens de la famille des Ranidae.

## Répartition
Cette espèce se rencontre :
- aux Philippines sur l'île de Palawan ;
- en Indonésie à Célèbes et à Céram aux Moluques.

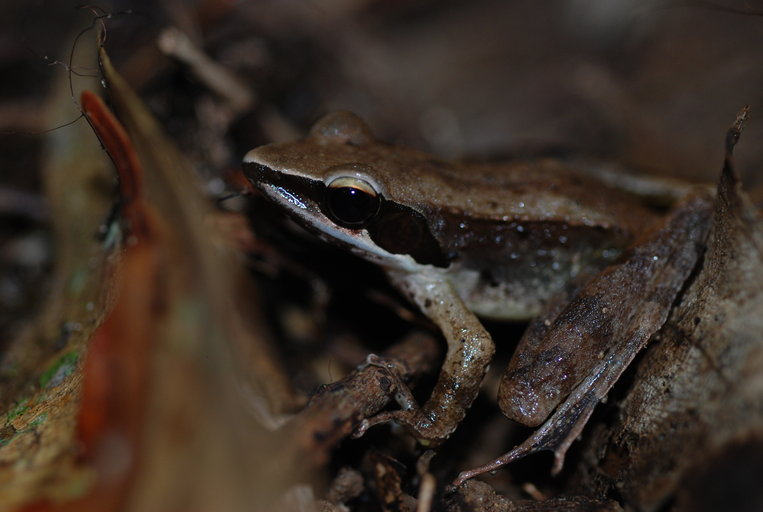

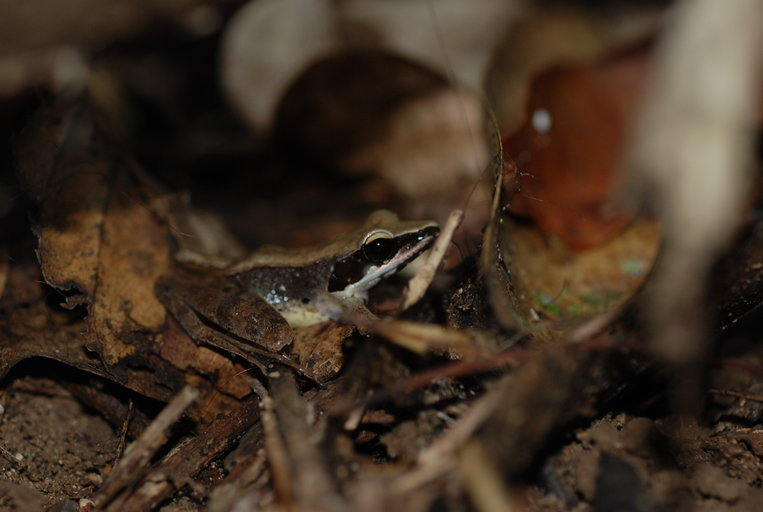

## Publications originales
- Boettger, 1893 : Drei neue Wasserfrösche (Rana) von den Philippinen. Zoologischer Anzeiger, vol. 16, p. 363-366 (texte intégral).
- Boulenger, 1894 : On the herpetological fauna of Palawan and Balabac. Annals and Magazine of Natural History, ser. 6, vol. 14, p. 81-90 (texte intégral).